# Pyt-Jach
Pyt-Jach (Russisch: Пыть-Ях) is een stad in het district Neftejoeganski van het Russische autonome district Chanto-Mansië binnen oblast Tjoemen. De naam komt uit het Ostjaaks (Chantisch) en betekent "plaats van goede mensen". In de buurt van de plaats ligt een aardgasveld. De bevolking steeg grotendeels hierdoor van 31.000 bij de volkstelling van 1989 naar 41.800 bij de volkstelling van 2002.

## Geschiedenis
De plaats ontstond in 1968 toen op 1 januari van dat jaar een boorinstallatie werd gebouwd op de oever van de rivier de Bolsjoj Balyk voor de exploitatie van het aardolieveld Mamontovo. Dit veld was ontdekt in 1965. Rond de boorinstallatie ontstond de nederzetting Mamontovo. Het olieveld werd in 1970 in productie genomen. Na het Samotlorveld is dit naar olievoorraden het tweede olieveld van West-Siberië. In 1970 was het een chaotische mengelmoes van woonunits verbonden door vele verbindingen door middel van houten planken en houten bruggen die dwars door de moerassen van Mamontovo liepen. Onder deze omstandigheden werkten de arbeiders uit Tjoemen, Koejbysjev, Kazan en Oefa aan de productie van de olie. In 1979 werd de raad van volksafgevaardigden van het district Neftejoeganski opgezet, waaronder de nederzettingen Mamontovo en Pyt-Jach (in het centrale deel) en Joezjny Balyk (in het zuiden) vielen.
Op 2 maart 1980 nam de Sovjetregering het besluit tot de bouw van de nederzettingen Mamontovo en Pyt-Jach. In hetzelfde jaar werden hiervoor 10.000 constructiewerkers naar de plaats gevlogen. In maart 1982 werden Mamontovo, Pyt-Jach en Joezjny Balyk bestuurlijk samengevoegd tot de plaats Pyt-Jach. Op 8 augustus 1990 kreeg Pyt-Jach de status van stad onder okroegjurisdictie.

## Economie en transport
In de jaren 90 kocht Yukos de stadsvormende onderneming; het oliebedrijf Joeganskneftegaz. Dit was het hoofdonderdeel van Yukos totdat het in 2004 gedwongen moest worden verkocht in een veiling in verband met aanslagen voor achterstallige belastingen. Daar werd het gekocht door het schimmige bedrijf Baikalfinanzgroep, die het weer verkocht aan Rosneft. Momenteel is Joeganskneftegaz het hoofdonderdeel van dit bedrijf.
Hiernaast is er het gasverwerkende kombinaat Joezjno-Balykski en het bosbouwbedrijf Balykles. In 2003 bedroeg het gemiddelde maandelijkse inkomen 14141 roebel. Binnen de stad bevindt zich een dependance van de Staatsuniversiteit van Tjoemen.
De stad heeft een wegverbinding met Neftejoegansk, Tobolsk en Tjoemen. Ook heeft het een station aan de Sverdlovskspoorlijn.